# Lista siturilor arheologice din județul Prahova - P
Lista siturilor arheologice din județul Prahova - P conține toate siturile arheologice din județul Prahova înscrise în Repertoriul Arheologic Național (RAN) și aflate în localități al căror nume începe cu litera P. RAN este administrat de Ministerul Culturii și Patrimoniului Național și cuprinde date științifice, cartografice, topografice, imagini și planuri, precum și orice alte informații privitoare la zonele cu potențial arheologic, studiate sau nu, încă existente sau dispărute.
Puteți căuta un sit din localitățile care încep cu litera P folosind formularul de mai jos sau puteți naviga prin toate siturile din județ la Lista siturilor arheologice din județul Prahova.
| Cod RAN                                   | Denumire | Localitate                             | Adresă                                                                           | Datare                                          | Descoperit | Coordonate                                    | Imagine           | Erori            |
| ----------------------------------------- | --- | -------------------------------------- | -------------------------------------------------------------------------------- | ----------------------------------------------- | ---------- | --------------------------------------------- | ----------------- | ---------------- |
| 130543.01 (Cod LMI: PH-I-s-B-16113)       | Situl arheologic de la Ploiești - Bloc 122 / ansamblu anonim (Categorie: locuire civilă)                                                            | municipiul Ploiești                    | Bloc 122                                                                         |                                                 |            | 44°57′52″N 26°00′18″E / 44.96444°N 26.005°E   | Încărcați imagine | Raportați eroare |
| 130543.01.01 (Cod LMI: PH-I-m-B-16113.04) | Situl arheologic de la Ploiești - Bloc 122 / ansamblu anonim (Categorie: locuire civilă) (Tip: Așezare)                                             | municipiul Ploiești                    | Bloc 122                                                                         | Boian - Bolintineanu                            |            | 44°57′52″N 26°00′18″E / 44.96444°N 26.005°E   | Încărcați imagine | Raportați eroare |
| 130543.01.02 (Cod LMI: PH-I-m-B-16113.03) | Situl arheologic de la Ploiești - Bloc 122 / ansamblu anonim (Categorie: locuire civilă) (Tip: Așezare)                                             | municipiul Ploiești                    | Bloc 122                                                                         | Tei                                             |            | 44°57′52″N 26°00′18″E / 44.96444°N 26.005°E   | Încărcați imagine | Raportați eroare |
| 130543.01.03 (Cod LMI: PH-I-m-B-16113.02) | Situl arheologic de la Ploiești - Bloc 122 / ansamblu anonim (Categorie: locuire civilă) (Tip: Așezare)                                             | municipiul Ploiești                    | Bloc 122                                                                         | geto-dacică                                     |            | 44°57′52″N 26°00′18″E / 44.96444°N 26.005°E   | Încărcați imagine | Raportați eroare |
| 130543.01.04 (Cod LMI: PH-I-m-B-16113.01) | Situl arheologic de la Ploiești - Bloc 122 / ansamblu anonim (Categorie: locuire civilă) (Tip: Așezare)                                             | municipiul Ploiești                    | Bloc 122                                                                         | sec. VI - VII                                   |            | 44°57′52″N 26°00′18″E / 44.96444°N 26.005°E   | Încărcați imagine | Raportați eroare |
| 130543.02.01                              | Situl arheologic de la Ploiești - str. Rozmarin / ansamblu anonim (Categorie: locuire civilă) (Tip: Așezare)                                        | municipiul Ploiești                    | str. Rozmarin, punct str. Rozmarin                                               | Gumelnița                                       |            | 44°57′02″N 26°02′12″E / 44.95055°N 26.03667°E | Încărcați imagine | Raportați eroare |
| 130543.02.02 (Cod LMI: PH-I-m-B-16141.04) | Situl arheologic de la Ploiești - str. Rozmarin / ansamblu anonim (Categorie: locuire civilă) (Tip: Așezare)                                        | municipiul Ploiești                    | str. Rozmarin, punct str. Rozmarin                                               |                                                 |            | 44°57′02″N 26°02′12″E / 44.95055°N 26.03667°E | Încărcați imagine | Raportați eroare |
| 130543.02.03 (Cod LMI: PH-I-m-B-16141.03) | Situl arheologic de la Ploiești - str. Rozmarin / ansamblu anonim (Categorie: locuire civilă) (Tip: Așezare)                                        | municipiul Ploiești                    | str. Rozmarin, punct str. Rozmarin                                               |                                                 |            | 44°57′02″N 26°02′12″E / 44.95055°N 26.03667°E | Încărcați imagine | Raportați eroare |
| 130543.02.04 (Cod LMI: PH-I-m-B-16141.02) | Situl arheologic de la Ploiești - str. Rozmarin / ansamblu anonim (Categorie: locuire civilă) (Tip: Așezare)                                        | municipiul Ploiești                    | str. Rozmarin, punct str. Rozmarin                                               | sec. IV                                         |            | 44°57′02″N 26°02′12″E / 44.95055°N 26.03667°E | Încărcați imagine | Raportați eroare |
| 130543.02.05 (Cod LMI: PH-I-m-B-16141.01) | Situl arheologic de la Ploiești - str. Rozmarin / ansamblu anonim (Categorie: locuire civilă) (Tip: Așezare)                                        | municipiul Ploiești                    | str. Rozmarin, punct str. Rozmarin                                               | sec. XI - XII                                   |            | 44°57′02″N 26°02′12″E / 44.95055°N 26.03667°E | Încărcați imagine | Raportați eroare |
| 130543.03.01 (Cod LMI: PH-I-s-B-16114)    | Așezarea din epoca migrațiilor de la Ploiești - "Str. Cuptoarelor - str. Zăvoiului" / ansamblu anonim (Categorie: locuire civilă) (Tip: Așezare)    | municipiul Ploiești                    | Str. Cuptoarelor - str. Zăvoiului, punct Str. Cuptoarelor - str. Zăvoiului       | sec. IV - VII                                   |            | 44°57′10″N 26°01′52″E / 44.95278°N 26.03111°E | Încărcați imagine | Raportați eroare |
| 130543.04.01 (Cod LMI: PH-I-s-B-16126)    | Așezarea postromană de la Ploiești - "str. Cuptoarelor" / ansamblu anonim (Categorie: locuire civilă) (Tip: Așezare)                                | municipiul Ploiești                    | str. Cuptoarelor                                                                 | sec. III - V                                    |            | 44°57′17″N 26°01′35″E / 44.95472°N 26.02639°E | Încărcați imagine | Raportați eroare |
| 130543.05.01 (Cod LMI: PH-I-s-B-16129)    | Situl arheologic de la Ploiești - str. Lucernei / ansamblu anonim (Categorie: locuire civilă) (Tip: Așezare)                                        | municipiul Ploiești                    | str. Lucernei, punct str. Lucernei                                               |                                                 |            | 44°57′06″N 26°02′06″E / 44.95167°N 26.035°E   | Încărcați imagine | Raportați eroare |
| 130543.05.02 (Cod LMI: PH-I-m-B-16129.02) | Situl arheologic de la Ploiești - str. Lucernei / ansamblu anonim (Categorie: locuire civilă) (Tip: Așezare)                                        | municipiul Ploiești                    | str. Lucernei, punct str. Lucernei                                               | sec. VI - VII                                   |            | 44°57′06″N 26°02′06″E / 44.95167°N 26.035°E   | Încărcați imagine | Raportați eroare |
| 130543.05.03 (Cod LMI: PH-I-m-B-16129.01) | Situl arheologic de la Ploiești - str. Lucernei / ansamblu anonim (Categorie: locuire civilă) (Tip: Așezare)                                        | municipiul Ploiești                    | str. Lucernei, punct str. Lucernei                                               | sec. VIII - X                                   |            | 44°57′06″N 26°02′06″E / 44.95167°N 26.035°E   | Încărcați imagine | Raportați eroare |
| 130543.06.01 (Cod LMI: PH-I-s-B-16143)    | Așezarea romană de la Ploiești - "str. Zorelelor colț cu str. Lucernei" / ansamblu anonim (Categorie: locuire civilă) (Tip: Așezare)                | municipiul Ploiești                    | Str. Zorelelor colț cu str. Lucernei, punct str. Zorelelor colț cu str. Lucernei | sec. II                                         |            | 44°57′05″N 26°02′00″E / 44.95139°N 26.03333°E | Încărcați imagine | Raportați eroare |
| 130543.07.01 (Cod LMI: PH-I-s-B-16122)    | Situl arheologic Latene târziu de la Ploiești - "str. Bădești" / ansamblu anonim (Categorie: locuire) (Tip: Așezare)                                | municipiul Ploiești                    | str. Bădești, punct str. Bădești                                                 | dacilor liberi sec. II - III                    |            | 44°56′41″N 26°02′53″E / 44.94472°N 26.04806°E | Încărcați imagine | Raportați eroare |
| 130543.07.02 (Cod LMI: PH-I-s-B-16122)    | Situl arheologic Latene târziu de la Ploiești - "str. Bădești" / ansamblu anonim (Categorie: locuire) (Tip: Necropolă)                              | municipiul Ploiești                    | str. Bădești, punct str. Bădești                                                 | dacilor liberi sec. II - III                    |            | 44°56′41″N 26°02′53″E / 44.94472°N 26.04806°E | Încărcați imagine | Raportați eroare |
| 130543.08.01 (Cod LMI: PH-I-s-B-16124)    | Așezarea medievală de la Ploiești - "str. Clopoței" / ansamblu anonim (Categorie: locuire civilă) (Tip: Așezare)                                    | municipiul Ploiești                    | str. Clopoței                                                                    | sec. IX - X                                     |            | 44°56′58″N 26°02′33″E / 44.94944°N 26.0425°E  | Încărcați imagine | Raportați eroare |
| 130543.09.01 (Cod LMI: PH-I-s-B-16123)    | Castrul roman de la Ploiești - "str. Rozetei" / ansamblu anonim (Categorie: locuire militară) (Tip: Castru)                                         | municipiul Ploiești                    | str. Rozetei, punct str. Rozetei                                                 | sec. II                                         |            | 44°56′46″N 26°02′37″E / 44.94611°N 26.04361°E | Încărcați imagine | Raportați eroare |
| 130543.10.01 (Cod LMI: PH-I-s-B-16130)    | Șanțul de apărare din epoca romană de la Ploiești - "str. Luminișului" / ansamblu anonim (Categorie: fortificații) (Tip: Șanț de apărare)           | municipiul Ploiești                    | str. Luminișului, punct str. Luminișului                                         | sec. II                                         |            | 44°57′04″N 26°02′41″E / 44.95111°N 26.04472°E | Încărcați imagine | Raportați eroare |
| 130543.11.01 (Cod LMI: PH-I-s-B-16135)    | Așezarea Latene de la Ploiești - "str. Andrei Mureșanu" / ansamblu anonim (Categorie: locuire civilă) (Tip: așezare)                                | municipiul Ploiești                    | str. Andrei Mureșanu, punct str. Andrei Mureșanu                                 | geto-dacică sec. III - I a. Chr.                |            | 44°57′23″N 26°00′37″E / 44.95639°N 26.01028°E | Încărcați imagine | Raportați eroare |
| 130543.12.01 (Cod LMI: PH-I-s-B-16133)    | Așezarea Latene de la Ploiești - "str. Mircea cel Batrân" / ansamblu anonim (Categorie: locuire civilă) (Tip: Așezare)                              | municipiul Ploiești                    | str. Mircea cel Batrân, punct str. Mircea cel Batrân                             | dacilor liberi sec. II - III                    |            | 44°55′56″N 26°03′08″E / 44.93222°N 26.05222°E | Încărcați imagine | Raportați eroare |
| 130543.13.01 (Cod LMI: PH-I-s-B-16134)    | Orașul medieval Ploiești - "str. Mircea cel Batrân" / ansamblu anonim (Categorie: locuire civilă) (Tip: Târg)                                       | municipiul Ploiești                    | str. Mircea cel Batrân, punct str. Mircea cel Batrân                             | sec. XVI - XVIII                                |            | 44°55′55″N 26°03′09″E / 44.93195°N 26.0525°E  | Încărcați imagine | Raportați eroare |
| 130543.14.02 (Cod LMI: PH-I-s-B-16139)    | Valul postroman de la Ploiești - "str. Râpelor" / ansamblu anonim (Categorie: fortificații) (Tip: Val)                                              | municipiul Ploiești                    | str. Râpelor, punct str. Râpelor                                                 | sec. IV                                         |            | 44°56′43″N 25°59′48″E / 44.94528°N 25.99667°E | Încărcați imagine | Raportați eroare |
| 130543.15.01 (Cod LMI: PH-I-s-B-16142)    | Așezarea Gumelnița de la Ploiești - "str. Troienelor" / ansamblu anonim (Categorie: locuire civilă) (Tip: Așezare)                                  | municipiul Ploiești                    | str. Troienelor, punct str. Troienelor                                           | Gumelnița                                       |            | 44°56′35″N 25°59′45″E / 44.94305°N 25.99583°E | Încărcați imagine | Raportați eroare |
| 130543.16.01 (Cod LMI: PH-I-s-B-16132)    | Necropola medievală de la Ploiești - "Biserica Sf. Nicolae Vechi" / ansamblu anonim (Categorie: descoperire funerară) (Tip: Necropolă)              | municipiul Ploiești                    | str. Mihai Bravu,, punct Biserica Sf. Nicolae Vechi                              | sec. XVI - XVII                                 |            | 44°56′24″N 26°02′32″E / 44.94°N 26.04222°E    | Încărcați imagine | Raportați eroare |
| 130543.17.01 (Cod LMI: PH-I-s-A-16131)    | Orașul medieval Ploiești - "str. Matei Basarab" - Târg / ansamblu anonim (Categorie: locuire civilă) (Tip: așezare urbană)                          | municipiul Ploiești                    | str. Matei Basarab, punct str. Matei Basarab - Târg                              | sec. XVI - XVII                                 |            | 44°56′28″N 26°02′27″E / 44.94111°N 26.04083°E | Încărcați imagine | Raportați eroare |
| 130543.18.01 (Cod LMI: PH-I-s-B-16136)    | Așezarea Tei de la Ploiești - "Școala generală nr. 30" / ansamblu anonim (Categorie: locuire civilă) (Tip: Așezare)                                 | municipiul Ploiești                    | str. Petuniei,, punct Școala generală nr. 30                                     | Tei                                             |            | 44°57′27″N 26°00′24″E / 44.9575°N 26.00667°E  | Încărcați imagine | Raportați eroare |
| 130543.19.01 (Cod LMI: PH-I-m-B-16125.04) | Situl arheologic de la Ploiești-str. Cornățel / ansamblu anonim (Categorie: locuire civilă) (Tip: Așezare)                                          | municipiul Ploiești                    | str. Cornățel, punct str. Cornățel                                               |                                                 |            | 44°56′39″N 26°02′33″E / 44.94417°N 26.0425°E  | Încărcați imagine | Raportați eroare |
| 130543.19.02 (Cod LMI: PH-I-m-B-16125.03) | Situl arheologic de la Ploiești-str. Cornățel / ansamblu anonim (Categorie: locuire civilă) (Tip: Așezare)                                          | municipiul Ploiești                    | str. Cornățel, punct str. Cornățel                                               | geto-dacică                                     |            | 44°56′39″N 26°02′33″E / 44.94417°N 26.0425°E  | Încărcați imagine | Raportați eroare |
| 130543.19.03 (Cod LMI: PH-I-m-B-16125.02) | Situl arheologic de la Ploiești-str. Cornățel / ansamblu anonim (Categorie: locuire civilă) (Tip: Așezare)                                          | municipiul Ploiești                    | str. Cornățel, punct str. Cornățel                                               | sec. IV - V                                     |            | 44°56′39″N 26°02′33″E / 44.94417°N 26.0425°E  | Încărcați imagine | Raportați eroare |
| 130543.19.04 (Cod LMI: PH-I-m-B-16125.01) | Situl arheologic de la Ploiești-str. Cornățel / ansamblu anonim (Categorie: locuire civilă) (Tip: Așezare)                                          | municipiul Ploiești                    | str. Cornățel, punct str. Cornățel                                               | sec. V - VII                                    |            | 44°56′39″N 26°02′33″E / 44.94417°N 26.0425°E  | Încărcați imagine | Raportați eroare |
| 130543.20.01 (Cod LMI: PH-I-m-B-16115.04) | Situl arheologic de la Ploiești-lotul Stelian Marinescu / ansamblu anonim (Categorie: locuire civilă) (Tip: Așezare)                                | municipiul Ploiești                    | lotul Stelian Marinescu                                                          |                                                 |            |                                               | Încărcați imagine | Raportați eroare |
| 130543.20.02 (Cod LMI: PH-I-m-B-16115.03) | Situl arheologic de la Ploiești-lotul Stelian Marinescu / ansamblu anonim (Categorie: locuire civilă) (Tip: Așezare)                                | municipiul Ploiești                    | lotul Stelian Marinescu                                                          | geto-dacică                                     |            |                                               | Încărcați imagine | Raportați eroare |
| 130543.20.03 (Cod LMI: PH-I-m-B-16115.02) | Situl arheologic de la Ploiești-lotul Stelian Marinescu / ansamblu anonim (Categorie: locuire civilă) (Tip: Așezare)                                | municipiul Ploiești                    | lotul Stelian Marinescu                                                          | sec. IV - V                                     |            |                                               | Încărcați imagine | Raportați eroare |
| 130543.20.04 (Cod LMI: PH-I-m-B-16115.01) | Situl arheologic de la Ploiești-lotul Stelian Marinescu / ansamblu anonim (Categorie: locuire civilă) (Tip: Așezare)                                | municipiul Ploiești                    | lotul Stelian Marinescu                                                          | sec. V - VII                                    |            |                                               | Încărcați imagine | Raportați eroare |
| 130543.21.01                              | Așezarea din epoca migrațiilor de la Ploiești - "Bariera Găgeni" / ansamblu anonim (Categorie: locuire civilă) (Tip: Așezare)                       | municipiul Ploiești                    |                                                                                  | sec. V - VII                                    |            | 44°57′31″N 26°00′43″E / 44.95861°N 26.01194°E | Încărcați imagine | Raportați eroare |
| 130543.22.01 (Cod LMI: PH-I-s-B-16118)    | Așezarea din epoca migrațiilor de la Ploiești - "cartier Polux" / ansamblu anonim (Categorie: locuire civilă) (Tip: Așezare)                        | municipiul Ploiești                    |                                                                                  | sec. V - VII                                    |            | 44°57′31″N 26°00′43″E / 44.95861°N 26.01194°E | Încărcați imagine | Raportați eroare |
| 130543.23.01 (Cod LMI: PH-I-s-B-16119)    | Așezarea din epoca migrațiilor de la Ploiești / ansamblu anonim (Categorie: locuire civilă) (Tip: Așezare)                                          | municipiul Ploiești                    |                                                                                  | sec. V - VII                                    |            |                                               | Încărcați imagine | Raportați eroare |
| 130543.24.01 (Cod LMI: PH-I-s-B-16138)    | Așezarea din epoca migrațiilor de la Ploiești - "str. Ilie Pintilie" / ansamblu anonim (Categorie: locuire civilă) (Tip: Așezare)                   | municipiul Ploiești                    | str. Ilie Pintilie, punct str. Ilie Pintilie                                     | sec. VI - VII                                   |            | 44°55′49″N 26°01′34″E / 44.93028°N 26.02611°E | Încărcați imagine | Raportați eroare |
| 130543.25.01 (Cod LMI: PH-I-s-B-16137)    | Necropola din epoca bronzului de la Ploiești- "str. Pielari" / ansamblu anonim (Categorie: descoperire funerară) (Tip: Necropolă)                   | municipiul Ploiești                    | str. Pielari, punct str. Pielari                                                 |                                                 |            | 44°56′35″N 26°02′36″E / 44.94305°N 26.04333°E | Încărcați imagine | Raportați eroare |
| 130543.26.01 (Cod LMI: PH-I-s-B-16120)    | Tumulii hallstattieni de la Ploiești - "Punct termic" / ansamblu anonim (Categorie: descoperire funerară) (Tip: Grup de tumuli)                     | municipiul Ploiești                    | Punct termic                                                                     |                                                 |            | 44°56′04″N 25°59′05″E / 44.93444°N 25.98472°E | Încărcați imagine | Raportați eroare |
| 130543.27.01 (Cod LMI: PH-I-s-B-16128)    | Așezarea paleolitică de la Ploiești - "str. Domnișori" / ansamblu anonim (Categorie: locuire civilă) (Tip: Așezare)                                 | municipiul Ploiești                    | x", punct str. Domnișori                                                         |                                                 |            | 44°55′36″N 25°59′46″E / 44.92667°N 25.99611°E | Încărcați imagine | Raportați eroare |
| 130543.28.01 (Cod LMI: PH-I-s-B-16127)    | Așezarea medievală de la Ploiești / ansamblu anonim (Categorie: locuire civilă) (Tip: Așezare)                                                      | municipiul Ploiești                    |                                                                                  | sec. XVII-XVIII                                 |            | 44°56′24″N 26°01′34″E / 44.94°N 26.02611°E    | Încărcați imagine | Raportați eroare |
| 130543.29.01 (Cod LMI: PH-I-s-A-16121)    | Orașul medieval Ploiești - "Centrul civic" / ansamblu anonim (Categorie: locuire civilă) (Tip: Târg)                                                | municipiul Ploiești                    | centrul civic                                                                    | sec. XVII                                       |            | 44°56′26″N 26°01′27″E / 44.94056°N 26.02417°E | Încărcați imagine | Raportați eroare |
| 130856.01.01 (Cod LMI: PH-I-m-B-16198.04) | Situl arheologic de la Păulești - Tabăra de vacanță a elevilor / ansamblu anonim (Categorie: locuire civilă) (Tip: Așezare)                         | sat Păulești, comuna Păulești          | Tabăra de vacanță a elevilor                                                     |                                                 |            | 44°59′39″N 25°56′25″E / 44.99417°N 25.94028°E | Încărcați imagine | Raportați eroare |
| 130856.01.02 (Cod LMI: PH-I-m-B-16198.03) | Situl arheologic de la Păulești - Tabăra de vacanță a elevilor / ansamblu anonim (Categorie: locuire civilă) (Tip: Așezare)                         | sat Păulești, comuna Păulești          | Tabăra de vacanță a elevilor                                                     |                                                 |            | 44°59′39″N 25°56′25″E / 44.99417°N 25.94028°E | Încărcați imagine | Raportați eroare |
| 130856.01.03 (Cod LMI: PH-I-m-B-16198.02) | Situl arheologic de la Păulești - Tabăra de vacanță a elevilor / ansamblu anonim (Categorie: locuire civilă) (Tip: Așezare)                         | sat Păulești, comuna Păulești          | Tabăra de vacanță a elevilor                                                     | sec. IV - V                                     |            | 44°59′39″N 25°56′25″E / 44.99417°N 25.94028°E | Încărcați imagine | Raportați eroare |
| 130856.01.04 (Cod LMI: PH-I-m-B-16198.01) | Situl arheologic de la Păulești - Tabăra de vacanță a elevilor / ansamblu anonim (Categorie: locuire civilă) (Tip: Așezare)                         | sat Păulești, comuna Păulești          | Tabăra de vacanță a elevilor                                                     | sec. V - VII                                    |            | 44°59′39″N 25°56′25″E / 44.99417°N 25.94028°E | Încărcați imagine | Raportați eroare |
| 134292.01.01 (Cod LMI: PH-I-m-B-16199.03) | Situl arheologic de la Perșunari - "Drumul Bordarilor" / ansamblu anonim (Categorie: locuire civilă) (Tip: Așezare)                                 | sat Perșunari, comuna Cocorastii Colt  | Drumul Bordarilor                                                                |                                                 |            |                                               | Încărcați imagine | Raportați eroare |
| 134292.01.02 (Cod LMI: PH-I-m-B-16199.02) | Situl arheologic de la Perșunari - "Drumul Bordarilor" / ansamblu anonim (Categorie: locuire civilă) (Tip: Așezare)                                 | sat Perșunari, comuna Cocorastii Colt  | Drumul Bordarilor                                                                | geto-dacică sec. V - I a. Chr.                  |            |                                               | Încărcați imagine | Raportați eroare |
| 134292.01.03 (Cod LMI: PH-I-m-B-16199.01) | Situl arheologic de la Perșunari - "Drumul Bordarilor" / ansamblu anonim (Categorie: locuire civilă) (Tip: Așezare)                                 | sat Perșunari, comuna Cocorastii Colt  | Drumul Bordarilor                                                                | sec. IX - X                                     |            |                                               | Încărcați imagine | Raportați eroare |
| 131452.01.01 (Cod LMI: PH-I-s-B-16200)    | Cetatea hallstattiană de la Plopeni - La Cetate" / ansamblu anonim (Categorie: locuire civilă) (Tip: Cetate)                                        | oraș Plopeni                           | La Cetate                                                                        | sec. VI - V a. Chr.                             |            | 45°02′49″N 25°58′59″E / 45.04694°N 25.98306°E | Încărcați imagine | Raportați eroare |
| 132306.01.01 (Cod LMI: PH-I-s-B-16201)    | Necropola Latene de la Podenii Vechi / ansamblu anonim (Categorie: descoperire funerară) (Tip: Necropolă)                                           | sat Podenii Vechi, comuna Bălțești     |                                                                                  | geto-dacică                                     |            |                                               | Încărcați imagine | Raportați eroare |
| 134657.01.02 (Cod LMI: PH-I-s-B-16202)    | Situl arheologic de la Poseștii-Pământeni - La Siliște / ansamblu anonim (Categorie: locuire) (Tip: Așezare)                                        | sat Poseștii-Pământeni, comuna Posești | La Siliște                                                                       | sec. IX - X                                     |            | 45°16′21″N 26°08′50″E / 45.27241°N 26.14726°E | Încărcați imagine | Raportați eroare |
| 134657.01.01 (Cod LMI: PH-I-s-B-16202)    | Situl arheologic de la Poseștii-Pământeni - La Siliște / ansamblu anonim (Categorie: locuire) (Tip: Necropolă)                                      | sat Poseștii-Pământeni, comuna Posești | La Siliște                                                                       | sec. V - VII                                    |            | 45°16′21″N 26°08′50″E / 45.27241°N 26.14726°E | Încărcați imagine | Raportați eroare |
| 133553.01.01 (Cod LMI: PH-I-s-B-16203)    | Așezarea Boian de la Potigrafu - Malu Roșu / ansamblu anonim (Categorie: locuire civilă) (Tip: Așezare)                                             | sat Potigrafu, comuna Gorgota          | Malu Roșu                                                                        | Boian                                           |            | 44°47′38″N 26°07′13″E / 44.79402°N 26.12021°E | Încărcați imagine | Raportați eroare |
| 133553.02.01 (Cod LMI: PH-I-m-B-16204.02) | Situl arheologic de la Potigrafu - Canalul pădurii / ansamblu anonim (Categorie: locuire civilă) (Tip: Așezare)                                     | sat Potigrafu, comuna Gorgota          | Canalul pădurii                                                                  | sec. IV - V                                     |            | 44°47′27″N 26°08′09″E / 44.79077°N 26.13597°E | Încărcați imagine | Raportați eroare |
| 133553.02.02 (Cod LMI: PH-I-m-B-16204.01) | Situl arheologic de la Potigrafu - Canalul pădurii / ansamblu anonim (Categorie: locuire civilă) (Tip: Așezare)                                     | sat Potigrafu, comuna Gorgota          | Canalul pădurii                                                                  | sec. V - VII                                    |            | 44°47′27″N 26°08′09″E / 44.79077°N 26.13597°E | Încărcați imagine | Raportați eroare |
| 133955.01.01                              | Complexele funerare de la Pietricica - La Mesteceni / ansamblu anonim (Categorie: descoperire funerară) (Tip: Morminte de înhumație)                | sat Pietricica, comuna Lapoș           | La Mesteceni                                                                     | Monteoru                                        |            | 45°10′28″N 26°26′51″E / 45.17445°N 26.4475°E  | Încărcați imagine | Raportați eroare |
| 133955.02.01                              | Așezarea din epoca bronzului de la Pietricica - Fântâna Hoților / ansamblu anonim (Categorie: locuire) (Tip: Așezare)                               | sat Pietricica, comuna Lapoș           | Fântâna Hoților                                                                  |                                                 | 1992       | 45°11′13″N 26°26′22″E / 45.18694°N 26.43944°E | Încărcați imagine | Raportați eroare |
| 135707.01.01 (Cod LMI: PH-II-m-A-16573)   | Schitul rupestru "La Chilii" de la Podgoria / ansamblu Schitul rupestru "La Chilii" (Categorie: structură de cult/religioasă) (Tip: Schit rupestru) | sat Podgoria, comuna Tătaru            | La Chilii                                                                        | sf. sec. XVI - înc. sec. XVII                   |            |                                               | Încărcați imagine | Raportați eroare |
| 131513.01.01                              | Așezarea Latene de la Plopeni-Cetatea Fetii / ansamblu anonim (Categorie: așezare) (Tip: Groapă de cult)                                            | sat Plopeni, comuna Dumbrăvești        | Valea Humii-Cetatea Fetii                                                        |                                                 |            |                                               | Încărcați imagine | Raportați eroare |
| 131513.01.02                              | Așezarea Latene de la Plopeni-Cetatea Fetii / ansamblu anonim (Categorie: așezare) (Tip: Amenajare rituală)                                         | sat Plopeni, comuna Dumbrăvești        | Valea Humii-Cetatea Fetii                                                        |                                                 |            |                                               | Încărcați imagine | Raportați eroare |
| 131513.01.02                              | Așezarea Latene de la Plopeni-Cetatea Fetii / complex anonim (Categorie: așezare) (Tip: vatră)                                                      | sat Plopeni, comuna Dumbrăvești        | Valea Humii-Cetatea Fetii                                                        |                                                 |            |                                               | Încărcați imagine | Raportați eroare |
| 130696.01.01                              | Așezare din epoca migrațiilor de la Ploieștiori-Mall Ploiești / ansamblu anonim (Categorie: locuire) (Tip: așezare)                                 | sat Ploieștiori, comuna Blejoi         | Mall Ploiești                                                                    | sec.V-VII                                       |            |                                               | Încărcați imagine | Raportați eroare |
| 130543.39.01                              | Tumulul de la Ploiesti - Calea Ferată - Bergenber / ansamblu anonim (Categorie: descoperire funerară) (Tip: tumul)                                  | municipiul Ploiești                    | Calea Ferată - Bergenber                                                         |                                                 | 2009       | 44°56′15″N 25°58′11″E / 44.9375°N 25.96972°E  | Încărcați imagine | Raportați eroare |
| 130543.40.01                              | Tumulul de la Ploiești - La Podul Înalt / ansamblu anonim (Categorie: descoperire funerară) (Tip: tumul)                                            | municipiul Ploiești                    | La Podul Înalt                                                                   |                                                 | 2009       | 44°56′31″N 25°57′59″E / 44.94194°N 25.96639°E | Încărcați imagine | Raportați eroare |
| 133759.01.01                              | Situl arheologic de la Iordăcheanu - La Țarna Iordăcheanu / ansamblu anonim (Categorie: locuire) (Tip: așezare)                                     | sat Plavia, comuna Iordăcheanu         | La Țarna Iordăcheanu                                                             | Gumelnița                                       | 2004       | 45°02′34″N 26°14′18″E / 45.04278°N 26.23833°E | Încărcați imagine | Raportați eroare |
| 133759.01.02                              | Situl arheologic de la Iordăcheanu - La Țarna Iordăcheanu / ansamblu anonim (Categorie: locuire) (Tip: așezare)                                     | sat Plavia, comuna Iordăcheanu         | La Țarna Iordăcheanu                                                             | Sântana de Mureș - Cerneahov sec. III - IV d.Ch | 2004       | 45°02′34″N 26°14′18″E / 45.04278°N 26.23833°E | Încărcați imagine | Raportați eroare |
| 133759.02.01                              | Așezarea Latene de la Plavia-Valea Vărzarilor / ansamblu anonim (Categorie: locuire)                                                                | sat Plavia, comuna Iordăcheanu         | Valea Vărzarilor                                                                 | IV-III î. Ch.                                   | 2004       |                                               | Încărcați imagine | Raportați eroare |
| 130856.02.01                              | Tumulul de la Păulești-langa drumul Buda - Ploiești / ansamblu anonim (Categorie: descoperire funerară) (Tip: Tumul)                                | sat Păulești, comuna Păulești          | langa drumul Buda - Ploiești                                                     |                                                 | 2010       | 44°57′43″N 25°56′33″E / 44.96198°N 25.94253°E | Încărcați imagine | Raportați eroare |
| 130856.03.01                              | Tumulul de la Păulești, DN1 km. 67 / ansamblu anonim (Categorie: descoperire funerară) (Tip: Tumul)                                                 | sat Păulești, comuna Păulești          | DN1 km. 67                                                                       |                                                 | 2009       | 44°58′22″N 25°57′25″E / 44.97278°N 25.95694°E | Încărcați imagine | Raportați eroare |
| 133704.01.01 (Cod LMI: PH-I-m-B-16199.03) | Situl arheologic de la Perșinari - Drumul Bordarilor / ansamblu anonim (Categorie: locuire) (Tip: așezare)                                          | sat Perșunari, comuna Gura Vadului     | Drumul Bordarilor                                                                | Monteoru                                        |            | 45°04′05″N 26°27′18″E / 45.06805°N 26.455°E   | Încărcați imagine | Raportați eroare |
| 133704.01.02 (Cod LMI: PH-I-m-B-16199.02) | Situl arheologic de la Perșinari - Drumul Bordarilor / ansamblu anonim (Categorie: locuire) (Tip: așezare)                                          | sat Perșunari, comuna Gura Vadului     | Drumul Bordarilor                                                                |                                                 |            | 45°04′05″N 26°27′18″E / 45.06805°N 26.455°E   | Încărcați imagine | Raportați eroare |
| 133704.01.03 (Cod LMI: PH-I-s-B-16199)    | Situl arheologic de la Perșinari - Drumul Bordarilor / ansamblu anonim (Categorie: locuire) (Tip: așezare)                                          | sat Perșunari, comuna Gura Vadului     | Drumul Bordarilor                                                                | sec. IX - X                                     |            | 45°04′05″N 26°27′18″E / 45.06805°N 26.455°E   | Încărcați imagine | Raportați eroare |
| 130883.01.01                              | Situl arheologic de la Păuleștii Noi - La Fîntâni / ansamblu anonim (Categorie: locuire) (Tip: așezare)                                             | sat Păuleștii Noi, comuna Păulești     | La Fîntâni                                                                       |                                                 | 2011       |                                               | Încărcați imagine | Raportați eroare |
| 130883.01.02                              | Situl arheologic de la Păuleștii Noi - La Fîntâni / ansamblu anonim (Categorie: locuire) (Tip: așezare)                                             | sat Păuleștii Noi, comuna Păulești     | La Fîntâni                                                                       | daco-romană sec. IV-V d.Hr.                     | 2011       |                                               | Încărcați imagine | Raportați eroare |
| 130856.04.01                              | Tumulul de la Blejoi - La Drum / ansamblu anonim (Categorie: descoperire funerară) (Tip: Tumul)                                                     | sat Păulești, comuna Păulești          | La Drum                                                                          |                                                 | 2011       | 44°57′37″N 25°57′42″E / 44.96028°N 25.96167°E | Încărcați imagine | Raportați eroare |
| 130856.05.01                              | Tumulul de la Păulești - la nord de Metro / ansamblu anonim (Categorie: descoperire funerară) (Tip: Tumul)                                          | sat Păulești, comuna Păulești          | DE 60, punct La Metro Ploiești                                                   |                                                 | 2011       | 44°58′17″N 25°57′38″E / 44.97139°N 25.96056°E | Încărcați imagine | Raportați eroare |
| 130856.06.01                              | Tumulul de la Păulești - Pe Centura Ploieștiului / ansamblu anonim (Categorie: descoperire funerară) (Tip: Tumul)                                   | sat Păulești, comuna Păulești          | La Centură                                                                       |                                                 | 2011       | 44°58′00″N 25°57′47″E / 44.96667°N 25.96305°E | Încărcați imagine | Raportați eroare |
| 130856.07.01                              | Tumulul de la Păulești - Pe Centura Ploieștiului 2 / ansamblu anonim (Categorie: descoperire funerară) (Tip: Tumul)                                 | sat Păulești, comuna Păulești          | La Centură 2                                                                     |                                                 | 2011       | 44°58′03″N 25°57′31″E / 44.9675°N 25.95861°E  | Încărcați imagine | Raportați eroare |
| 130856.08.01                              | Tumulul de la Păulești - Pe Centura Ploieștiului 3 / ansamblu anonim (Categorie: descoperire funerară) (Tip: Tumul)                                 | sat Păulești, comuna Păulești          | La Centură 3                                                                     |                                                 | 2011       | 44°57′45″N 25°57′34″E / 44.9625°N 25.95944°E  | Încărcați imagine | Raportați eroare |
| 130856.09.01                              | Tumulul de la Păulești - La Câmp / ansamblu anonim (Categorie: descoperire funerară) (Tip: Tumul)                                                   | sat Păulești, comuna Păulești          | La Câmp                                                                          |                                                 | 2011       | 44°58′47″N 25°56′26″E / 44.97972°N 25.94056°E | Încărcați imagine | Raportați eroare |
| 130856.10.01                              | Tumulul de la Păulești - La Câmp 2 / ansamblu anonim (Categorie: descoperire funerară) (Tip: Tumul)                                                 | sat Păulești, comuna Păulești          | La Câmp 2                                                                        |                                                 | 2011       |                                               | Încărcați imagine | Raportați eroare |
| 130856.11.01                              | Tumulul de la Păulești - La Câmp 3 / ansamblu anonim (Categorie: descoperire funerară) (Tip: Tumul)                                                 | sat Păulești, comuna Păulești          | La Câmp 3                                                                        |                                                 | 2011       |                                               | Încărcați imagine | Raportați eroare |
| 133704.02.01                              | Așezarea Monteoru de la Tohani - Drumul Bordarilor 2 / ansamblu anonim (Categorie: locuire) (Tip: așezare)                                          | sat Perșunari, comuna Gura Vadului     | Drumul Bordarilor 2                                                              | Monteoru                                        |            | 45°03′56″N 26°27′08″E / 45.06556°N 26.45222°E | Încărcați imagine | Raportați eroare |
| 135707.02.01                              | Așezarea de epoca bronzului de la Podgoria - Băjenari / ansamblu anonim (Categorie: locuire) (Tip: așezare)                                         | sat Podgoria, comuna Tătaru            | Băjenari                                                                         |                                                 | 2010       | 45°06′37″N 26°19′22″E / 45.11028°N 26.32278°E | Încărcați imagine | Raportați eroare |
| 130696.03.01                              | Tumulul de la Ploieștiori-Serus / ansamblu anonim (Categorie: descoperire funerară) (Tip: Tumul)                                                    | sat Ploieștiori, comuna Blejoi         | Serus                                                                            | Jamnaia                                         |            | 44°56′42″N 25°57′56″E / 44.94503°N 25.96558°E | Încărcați imagine | Raportați eroare |